# Ried (bei Mering)

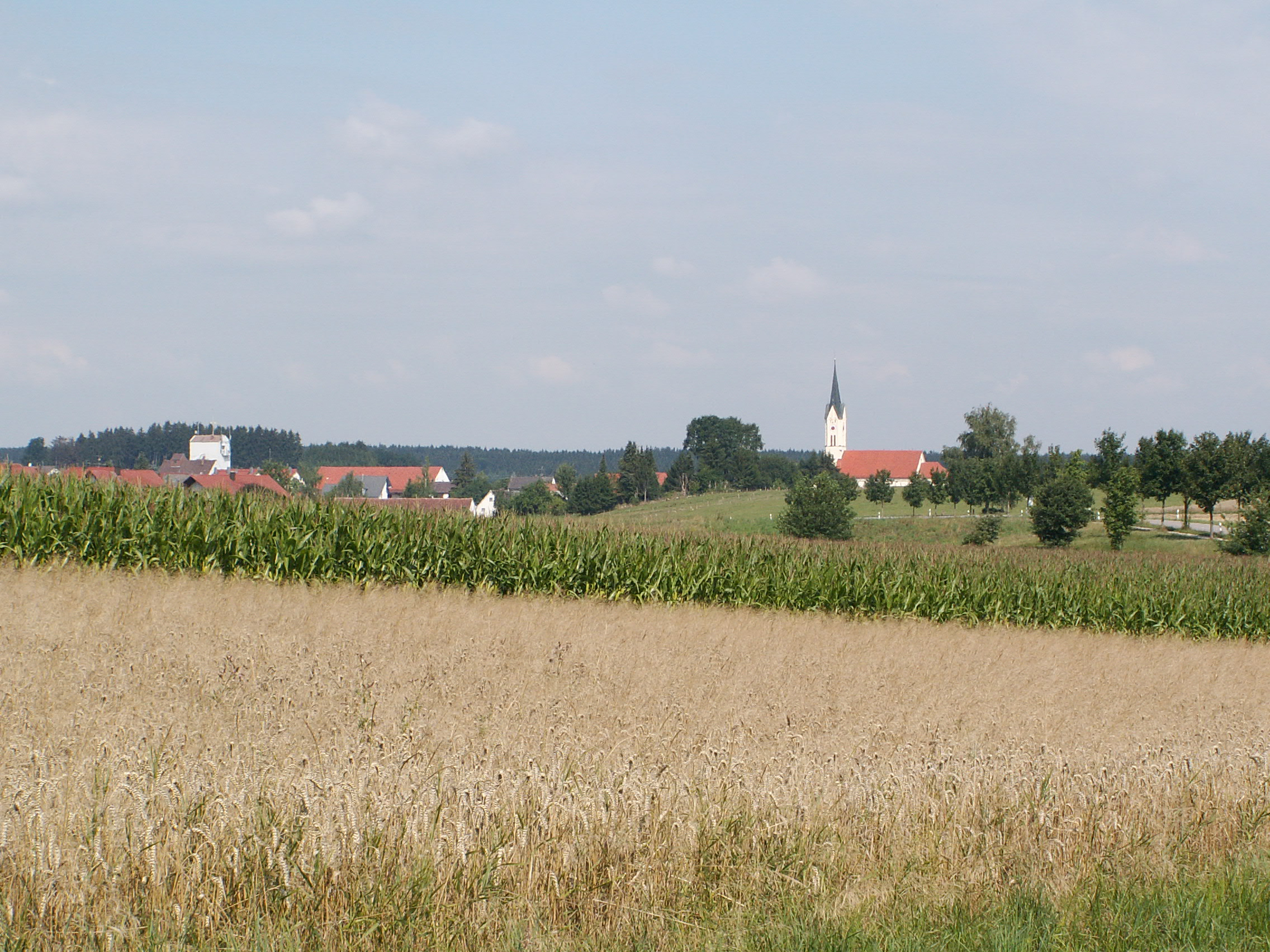
Ried (bei Mering) von Südosten

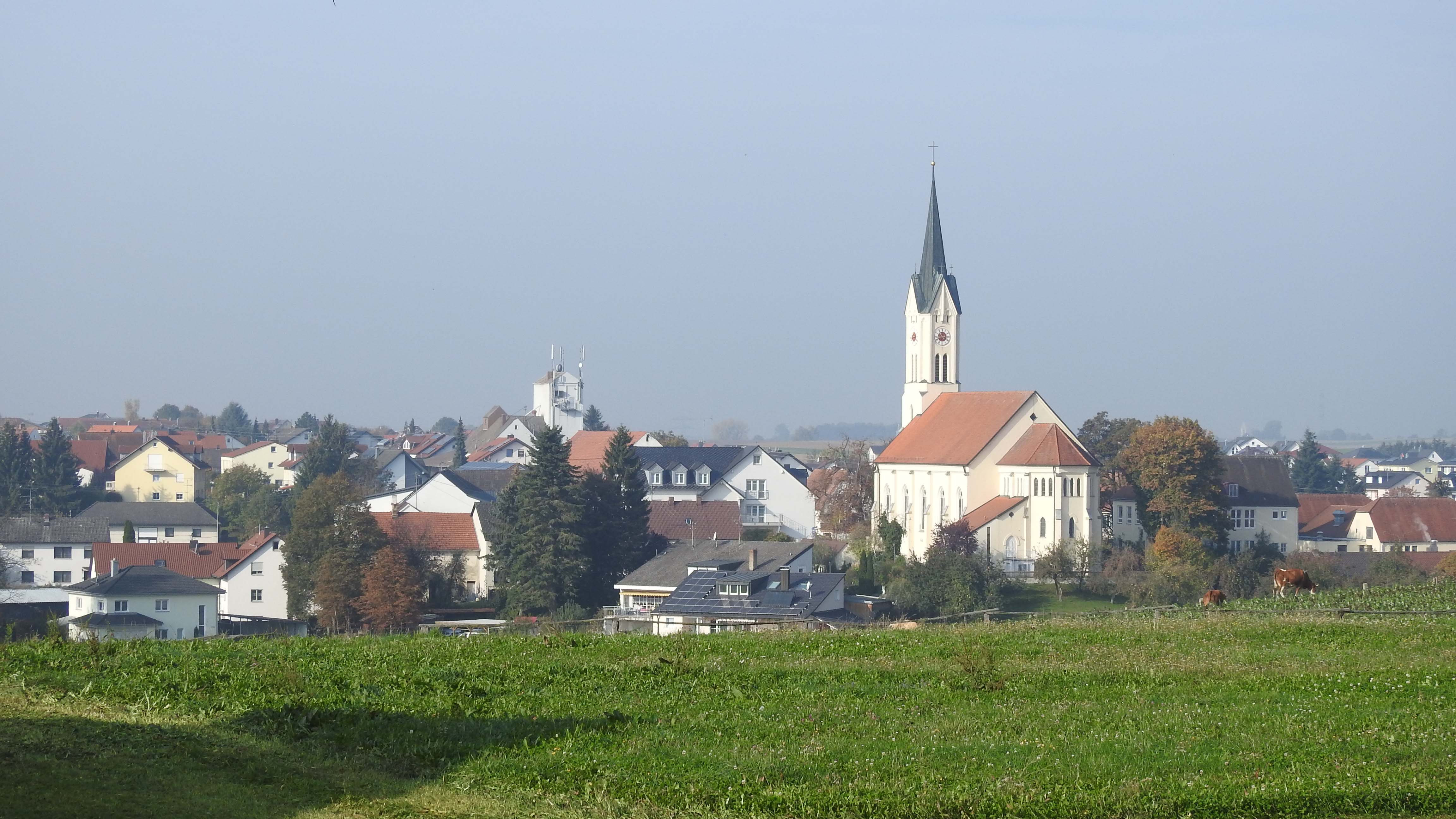
Ried (bei Mering) von Osten

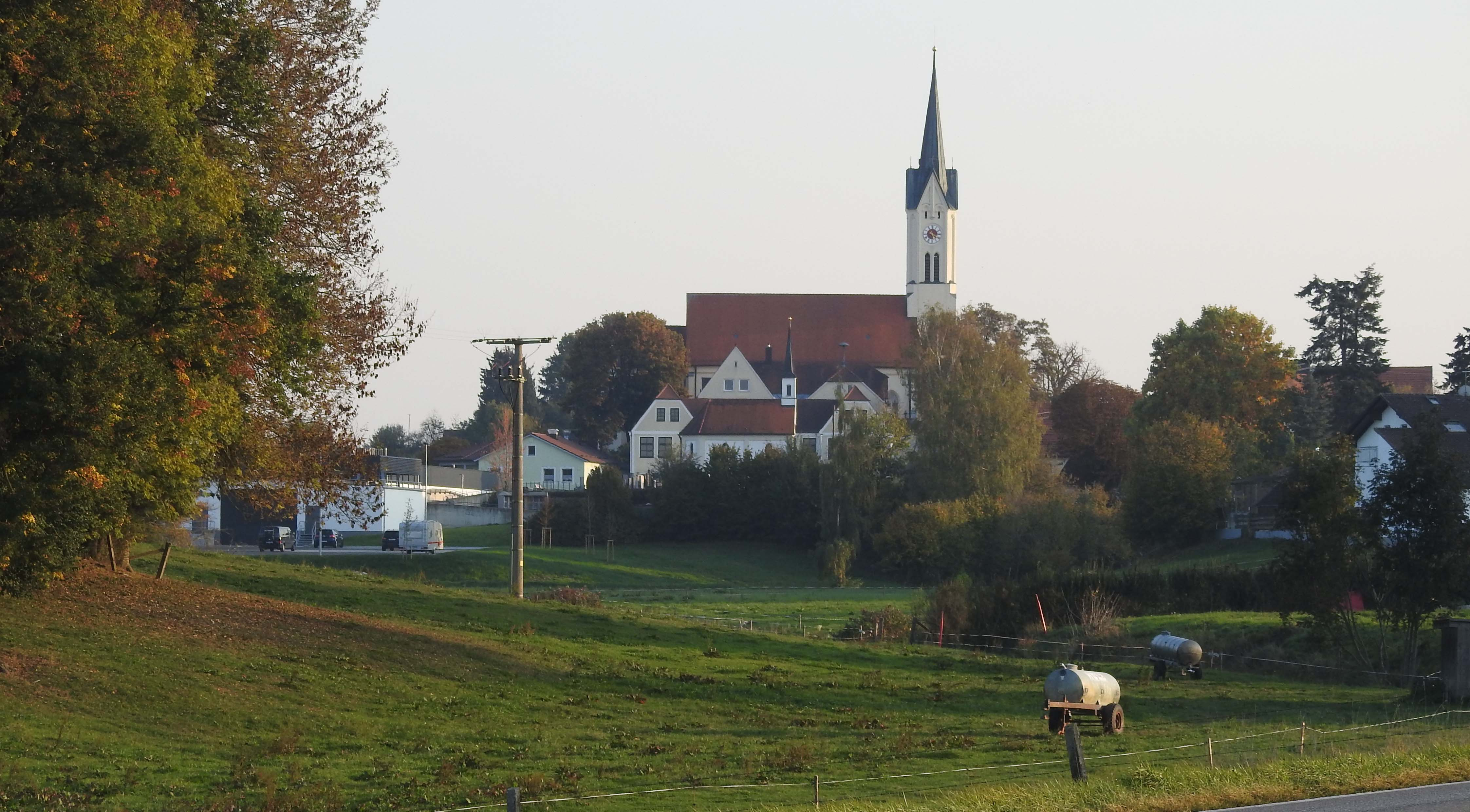
Ried (bei Mering) von Norden

Ried ist eine Gemeinde im schwäbischen Landkreis Aichach-Friedberg.

## Geografie
Die Gemeinde liegt in der Planungsregion Augsburg.

### Gemeindegliederung
Es gibt 12 Gemeindeteile (in Klammern ist der Siedlungstyp angegeben):
- Asbach (Dorf)
- Baindlkirch (Pfarrdorf)
- Burgstall (Weiler)
- Eismannsberg (Kirchdorf)
- Glon (Weiler)
- Holzburg (Kirchdorf)
- Hörmannsberg (Kirchdorf)
- Rettenbach (Einöde)
- Ried (Pfarrdorf)
- Riedhof (Einöde)
- Sirchenried (Kirchdorf)
- Zillenberg (Dorf)

Es gibt die Gemarkungen Baindlkirch, Eismannsberg, Höglwald, Hörmannsberg, Ried, Sirchenried und Zillenberg.

## Geschichte

### Bis zur Gemeindegründung
Ried gehörte zum Rentamt München und zum Landgericht Friedberg des Kurfürstentums Bayern. Im Zuge der Verwaltungsreformen in Bayern entstand mit dem Gemeindeedikt von 1818 die heutige Gemeinde.

### Eingemeindungen
Sirchenried und Zillenberg wurden am 1. Januar 1972 eingemeindet. Hörmannsberg kam am 1. Juli 1972, Baindlkirch und Eismannsberg kamen am 1. Mai 1978 hinzu.

### Einwohnerentwicklung
- 1961: 1599 Einwohner[6]
- 1970: 1615 Einwohner[6]
- 1987: 2357 Einwohner
- 1991: 2581 Einwohner
- 1995: 2668 Einwohner
- 2000: 2775 Einwohner
- 2005: 2902 Einwohner
- 2010: 2904 Einwohner
- 2015: 3051 Einwohner
- 2018: 3108 Einwohner
- 2019: 3131 Einwohner[7]

Zwischen 1988 und 2019 wuchs die Gemeinde von 2416 auf 3131 um 715 Einwohner bzw. um 29,6 %.

## Politik

### Bürgermeister
Erster Bürgermeister ist seit 2014 Erwin Gerstlacher (CSU); dieser wurde am 15. März 2020 mit 93,3 % für weitere sechs Jahre gewählt. Vorgänger waren Anton Drexl (CSU) (2002–2014) und Johann Klaß (Freie Wählergemeinschaft/Parteilose) (1990–2002).

### Gemeinderat
Der Gemeinderat der Amtszeit 2014 bis 2020 setzte sich aus dem Ersten Bürgermeister und 14 Gemeinderäten zusammen.
| Parteien                                | 2014   | 2014   |
| Parteien                                | Anteil | Sitze  |
| --------------------------------------- | ------ | ------ |
| Christlich-Soziale Union (CSU)          | 44,6 % | 6      |
| Bürgergemeinschaft in der Gemeinde Ried | 22,3 % | 3      |
| Freie Wähler                            | 21,0 % | 3      |
| Lebensqualität Ried                     | 12,0 % | 2      |
| Wahlbeteiligung                         | 76,9 % | 76,9 % |

Durch das Überschreiten der 3000-Einwohner-Marke setzt sich der Gemeinderat ab 1. Mai 2020 aus dem Ersten Bürgermeister und 16 Gemeinderäten zusammen.
| Parteien                                           | 2020    | 2020    |
| Parteien                                           | Anteil  | Sitze   |
| -------------------------------------------------- | ------- | ------- |
| Christlich-Soziale Union (CSU)                     | 53,35 % | 9       |
| Freie Wähler Gemeinschaft Ried                     | 20,06 % | 3       |
| Bürgergemeinschaft in der Gemeinde Ried            | 13,71 % | 2       |
| Gemeinschaft zur Erhaltung der Lebensqualität Ried | 12,88 % | 2       |
| Wahlbeteiligung                                    | 73,42 % | 73,42 % |

### Wappen

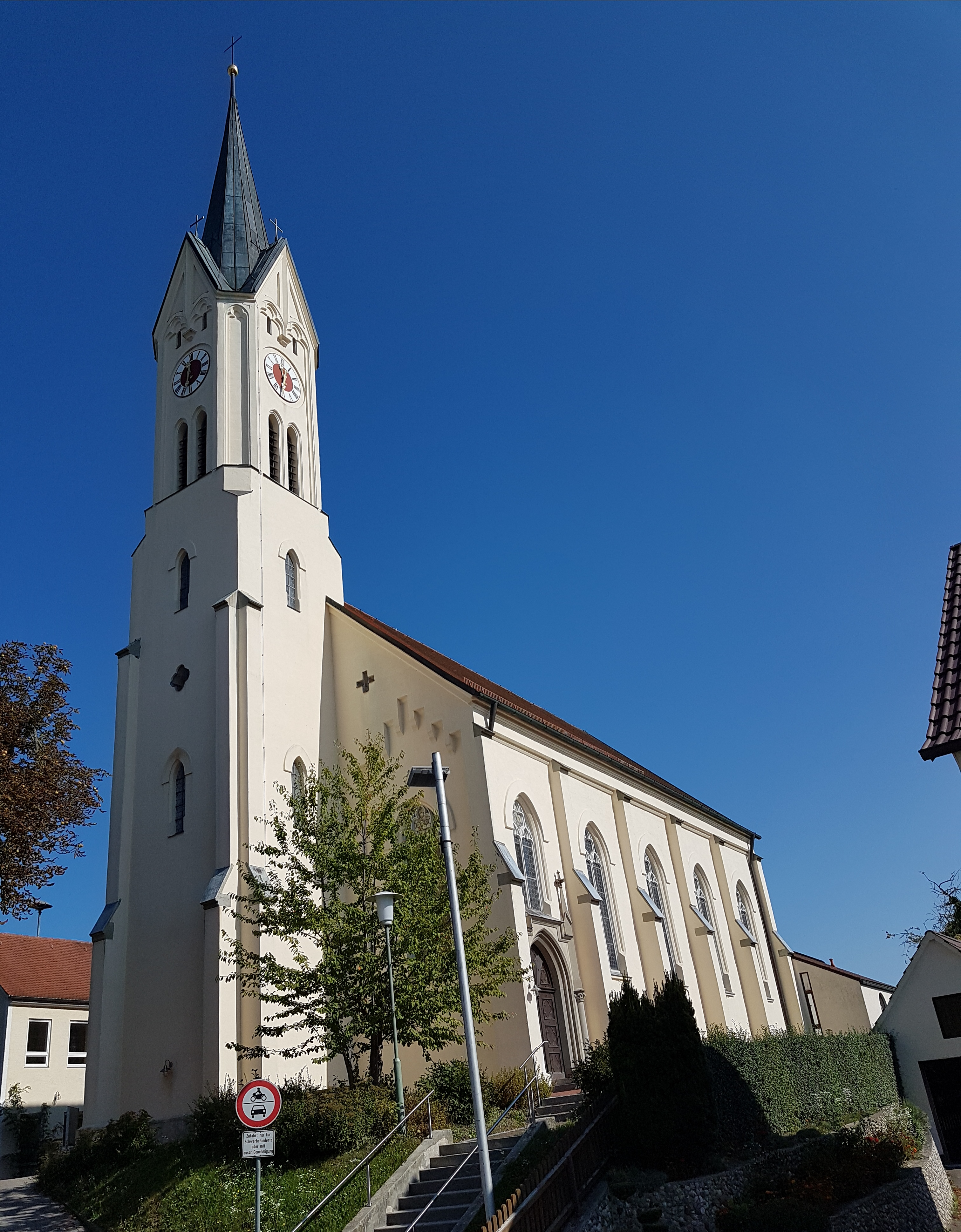
Pfarrkirche St. Walburga

| Wappen von Ried | Blasonierung: „Gespalten von Silber und Blau, vorne ein aufrechter roter Greifenlöwe, hinten ein silberner bewurzelter Baumstumpf mit Trieben und sechs Blättern.“ |
| Wappen von Ried | |

## Baudenkmäler
- St.-Martins-Kirche im Gemeindeteil Baindlkirch
- St. Walburga (Ried)

## Wirtschaft und Infrastruktur

### Wirtschaft einschließlich Land- und Forstwirtschaft
Nach der amtlichen Statistik gab es 2017 in der Gemeinde 399 sozialversicherungspflichtige Arbeitsplätze. Von der Wohnbevölkerung standen 1288 in einem versicherungspflichtigen Beschäftigungsverhältnis. Die Zahl der Auspendler war um 889 Personen höher als die der Einpendler. 35 Einwohner waren arbeitslos.
Im Jahr 2016 bestanden 48 landwirtschaftliche Betriebe. Von der Gemeindefläche sind 2113 ha landwirtschaftlich genutzt, davon waren 1811 ha Ackerfläche und 299 ha Dauergrünfläche.

### Bildung
Im Jahr 2012 gab es folgende Einrichtungen:
- 87 Kindergartenplätze mit 80 Kindern
- Eine Volksschule mit sieben Lehrern und 112 Schülern in fünf Klassen

### Persönlichkeiten
Seit September 2006 ist Günter Schottenhammer postum Ehrenbürger der Gemeinde Ried. Durch sein selbstloses Opfer entging der Gemeindeteil Zillenberg am 26. November 1964 einer Katastrophe. Schottenhammer stürzte mit seiner Bundeswehrmaschine RF-84F Thunderflash nahe dem Ort ab. Hätte er die Maschine per Schleudersitz verlassen, wäre sie vermutlich in den Ort gestürzt. Er hinterließ seine Frau und ein damals neun Tage altes Kind.